# Dělnický dům (Šternberk)
Dělnický dům je budova a kulturní památka nacházející se ve Šternberku, na rohu křižovatky mezi ulicemi Masarykova a Krampolova. Jeho výstavba začala roku 1895 během vzniku dělnického hnutí a stal se zázemím dělníků, kteří bojovali za lepší pracovní podmínky. Dostavba domu byla dokončena roku 1900.

## Popis
Jedná se o jednopatrovou rohovou budovu s výraznými ozdobnými prvky, jejíž dominantou je rohový arkýř. Fasády jsou zdobeny historizujícími štukovými detaily (rizality). Bohatěji ztvárněný rizalit na jižní straně má slepý štukový portál, který zdobí kartuš s festony po stranách, nesoucí datum vzniku rok 1900. Budova disponuje 25 okny s výraznými dřevěnými rámy. V patře jsou okna doplněna suprafenestry trojúhelníkového nebo segmentového tvaru. Okna jsou členěna po dvojicích kromě arkýřového a středního okna. Pod arkýřem je osazena bronzová pamětní deska s textem: Budova bývalého Dělnického domu německé sociální demokracie z doby před první světovou válkou. Střecha je sedlová s jehlancovým vrcholem a ozdobným okénkem. K Dělnickému domu přísluší také do Krampolovy ulice orientovaný rozlehlý sál, tvořící samostatné užší křídlo. Sál je zcela novodobě přestavěn. Od 3. 5. 1958 je památkově chráněná část v nároží ulic s původními fasádami.

## Funkce
Dům byl dostaven roku 1900 jako dělnický dům sociální demokracie. Dům byl určen ke sdružování dělníků, kteří prosazovali lepší podmínky na pracovišti. Před samotnou výstavbou vznikl spolek, jehož úkolem bylo založit sbírku k financování výstavby dělnických domů, zásluhou spolku jsou nyní dělnické domy v celém Česku. Ve Šternberku byl Dělnický dům již několikátý a sloužil nejen k ubytovávání dělníků, ale i pro konání jejich různých schůzí a kulturních akcí. Uvnitř byl na jižní straně byt domovníka, kancelář závodní kuchyně a tři klubovny. Na severní straně se nacházel velký sál 25x14 metrů s jevištěm. Vedle sálu byly roku 1945 přistaveny jídelny a závodní kuchyně. V prvním patře se nacházely dvě větší klubovní místnosti, promítací kabina a kancelář vedoucího klubu.

## Současnost
Roku 1947 se budova stala hlavním sídlem podniku Chronotechna, která budovu prodala. V současné době je objekt ve vlastnictví města Šternberk a slouží jako kulturní dům, knihovna, kanceláře a restaurace. Jeho poslední rekonstrukce proběhla v roce 2015.